# Бург/Хёхшайд (Золинген)
Бург/Хёхшайд (нем. Burg/Höhscheid) — один из 5 административных округов города Золинген (Северный Рейн-Вестфалия, Германия). Он является наиболее крупным административным районом из всех и включает в себя две юго-восточные городские части: Хёхшайд (Höhscheid) и Бург (Burg).
К известным личностям округа Бург/Хёхшайд относятся:
- Матильда Клозе (Mathilde Klose) — известный профсоюзный деятель Германии еврейского происхождения, умерщвлённая в годы национал-социализма в газовой камере в 1942 году. В округе в её память установлен Камень преткновения.